# Ferrovia George-Mossel Bay
La ferrovia George-Mossel Bay è una linea ferroviaria a binario unico, non elettrificata e a scartamento ridotto (1067 mm), del Sudafrica. Collega le città di George e Mossel Bay, nella provincia del Capo Occidentale.

## Storia
La linea, lunga 52 chilometri, venne aperta all'esercizio il 25 settembre 1907 da Sir Peter Fraure. Inizialmente fu gestita dal Cape Government Railways. La linea da George fu estesa verso Oudtshoorn nel 1913.
Dal 2006, a causa della interruzione della ferrovia George-Knysna, ha ospitato sul suo percorso il treno museo Outeniqua Choo Tjoe effettuato tra George e Mossel Bay Transport Museum con l'uso di locomotive a vapore della classe 19D. La società ferroviaria sudafricana Transnet dopo aver cercato invano un nuovo operatore per la gestione del treno dal 17 settembre 2010 lo ha soppresso definitivamente chiudendo anche il deposito locomotive di Voorbaai.

## Caratteristiche

### Percorso

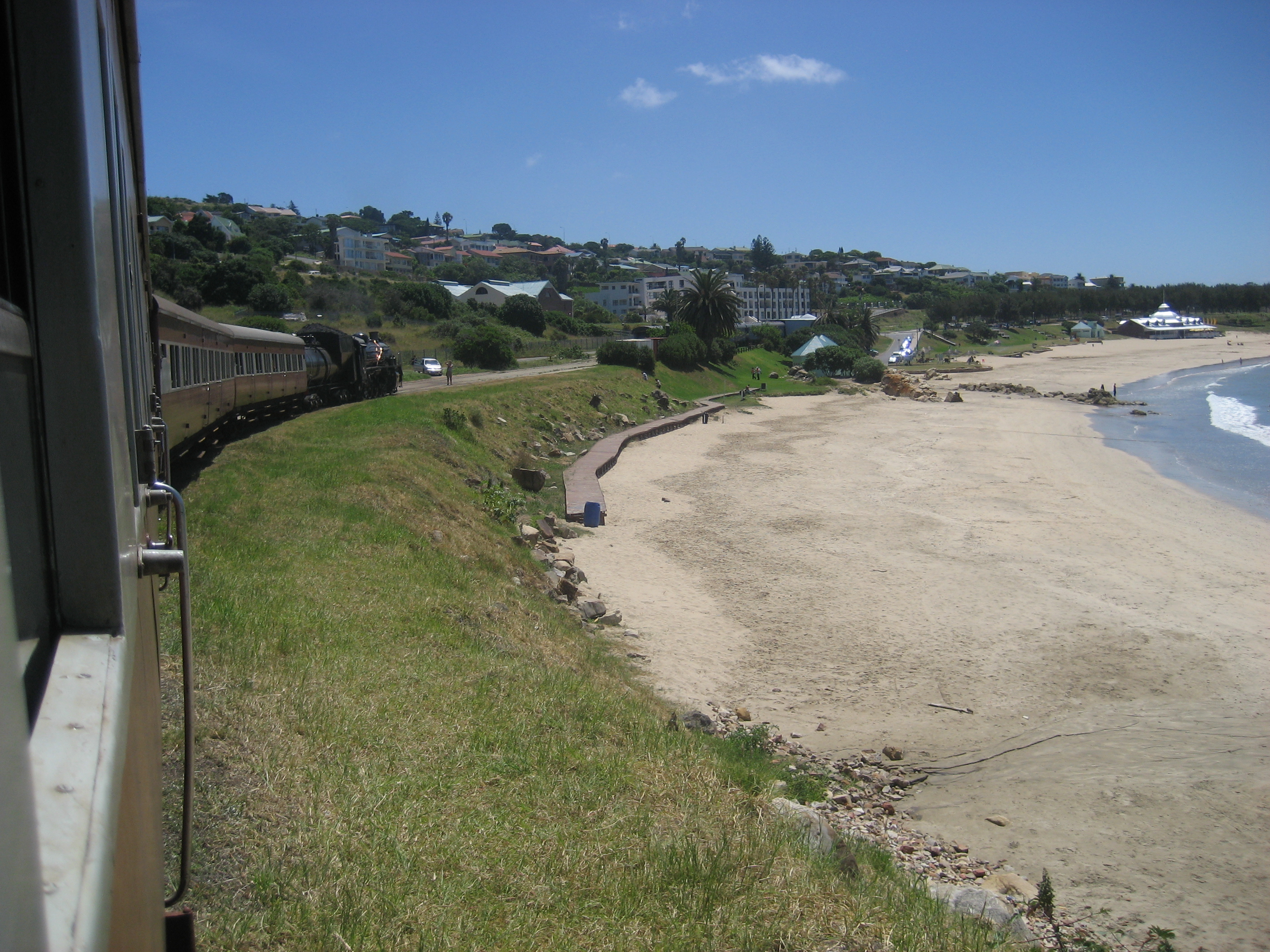
Outeniqua Choo Tjoe in arrivo a Mossel Bay-Santos Beach

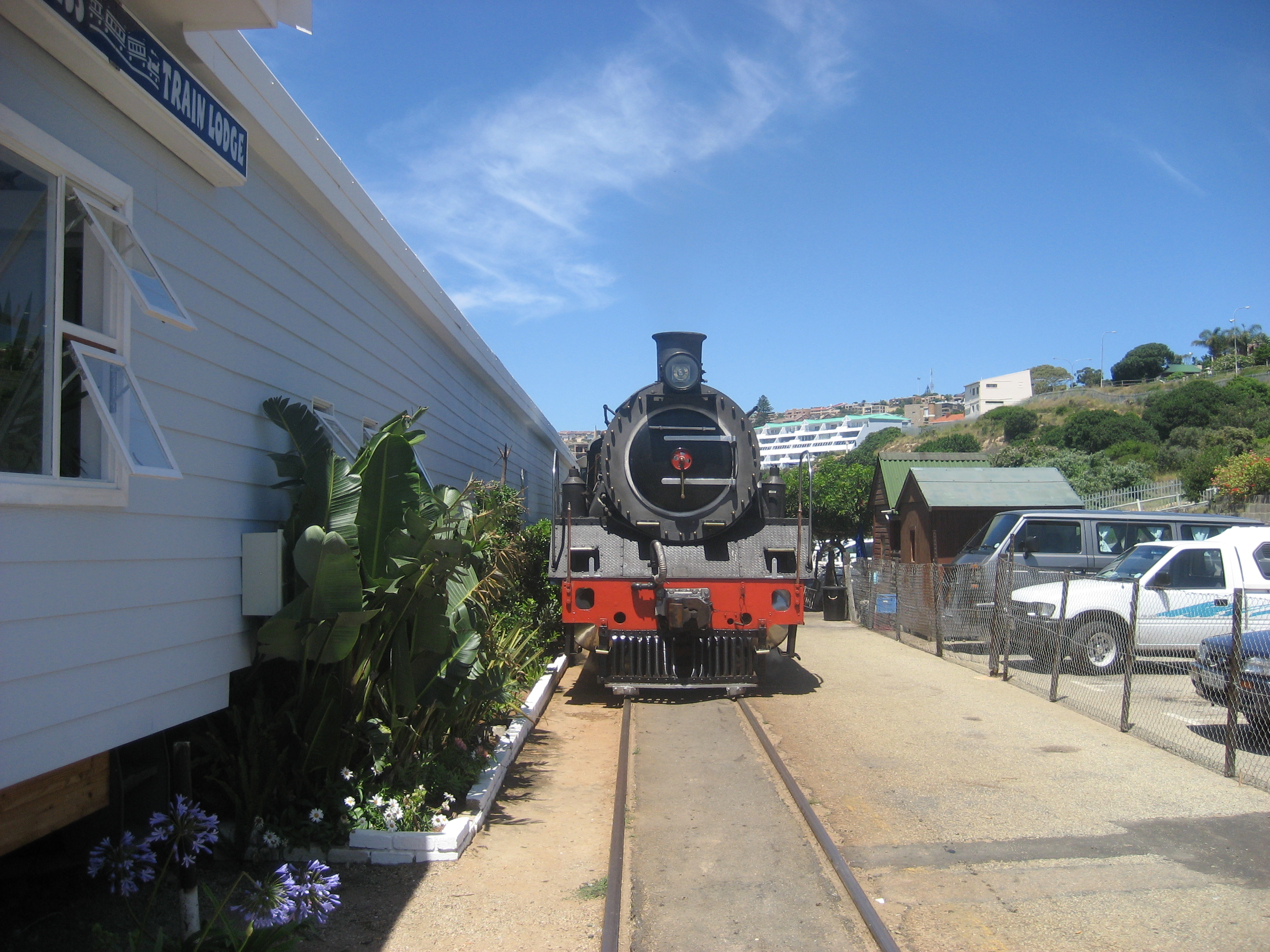
Una locomotiva a vapore classe 19D a Mossel Bay

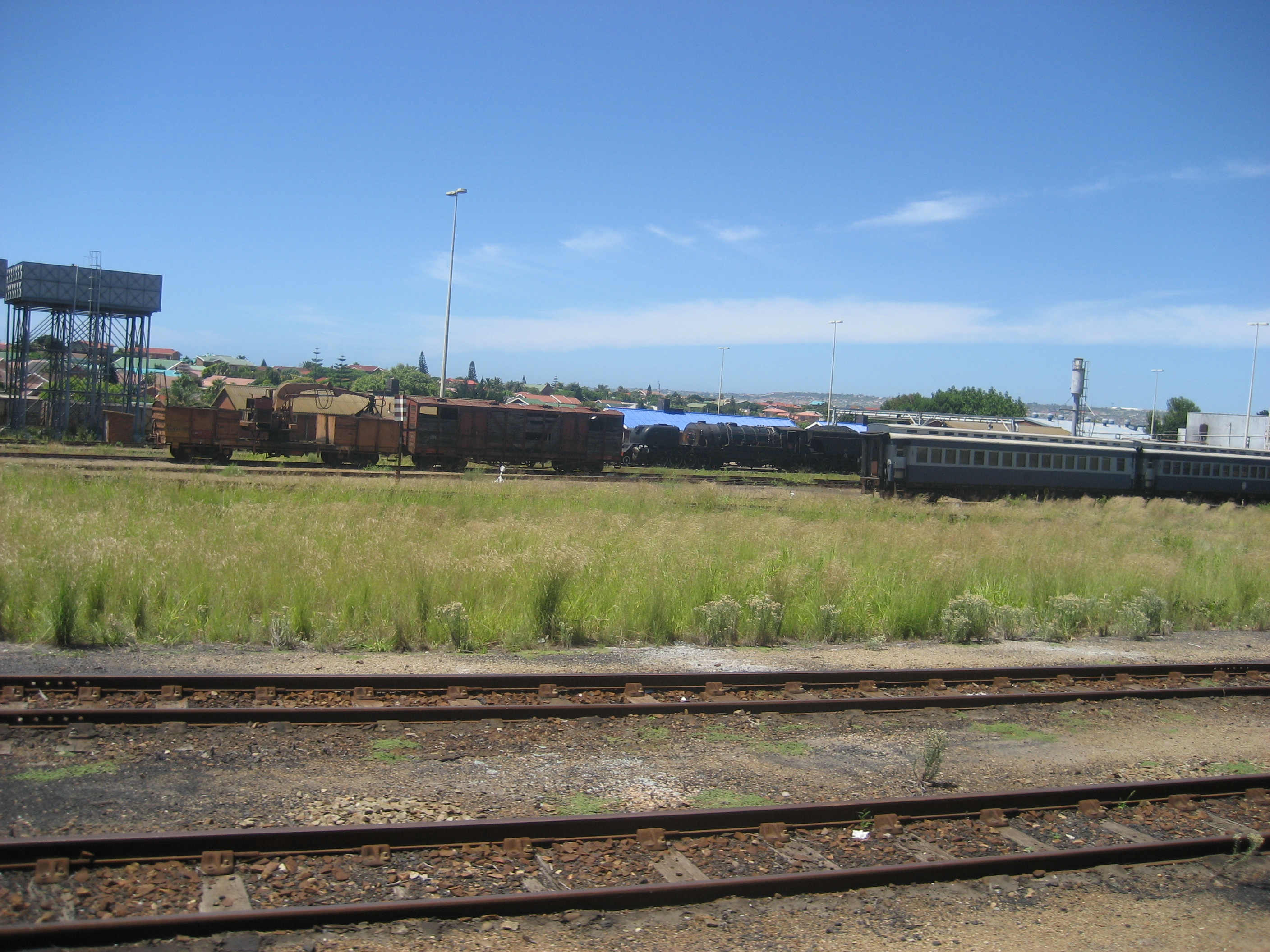
Deposito e scalo di Voorbaai

| Non-passenger head station |

| Unknown route-map component "ABZg+r" |

| Station on track |

| Junction both to and from left |

| Underbridge |

| Unknown route-map component "hKRZWae" |

| Station on track |

| Unknown route-map component "hKRZWae" |

| Station on track |

| Enter and exit short tunnel |

| Stop on track |

| Unknown route-map component "hKRZWae" |

| Stop on track |

| Unknown route-map component "hKRZWae" |

| Unknown route-map component "hKRZWae" |

| Stop on track |

| Unknown route-map component "ABZgl" |

| Unknown route-map component "ABZg+l" |

| Unknown route-map component "ABZgr" |

| Unknown route-map component "hKRZWae" |

| Unknown route-map component "ABZg+r" |

| Stop on track |

| Unknown route-map component "ABZgl" |

| End station |